# 신문기자 (영화)
《신문기자》(新聞記者 신분키샤[*])는 2019년 일본의 영화이다. 후지이 미치히토 감독이 연출하고 심은경과 마츠자카 토리가 출연하였다.
도쿄신문 사회부 기자 모치즈키 이소코의 동명 논픽션을 기반으로 만들어진 영화이다. 심은경이 연기한 주인공 요시오카 에리카 또한 그녀를 바탕으로 한 캐릭터이며 극중 모치즈키 기자의 실제 TV 토론 영상이 그대로 등장한다. 제43회 일본 아카데미상 작품상, 남우주연상, 여우주연상 수상작이다.

## 출연진
- 심은경 - 요시오카 에리카: 토우토 신문의 4년차 사회부 기자이다. 일본인 아버지와 한국인 어머니를 두고 미국에서 성장하였다가 일본으로 돌아왔다. 정권에 아부하는 일본 언론과 기자의 역할에 대해 고민하던 중 신규 대학 설립에 관한 비문을 받고 취재에 착수한다.
- 마츠자카 토리 - 스기하라 타쿠미: 내각정보조사실 소속의 공무원으로, 과거에는 외교부 직원이었다. 출산을 앞둔 아내와 살고 있다. 직장에서 국가를 위해서라는 명목으로 행해지는 여론 조작에 회의감을 가지고 있으나 실제로 표출하지는 않았지만, 외교부 시절 존경하는 상사 칸자키를 죽음으로 내몬 것이 자신의 직장이라는 것을 알고 요시오카에게 협력하기 시작한다.
- 혼다 츠바사 - 스기하라 나츠미
- 오카야마 아마네(일본어판)- 쿠라모치 다이스케
- 가쿠 도모히로(일본어판) - 세키도 타모츠
- 오사다 세이야 - 카와이 마코토
- 미야노 히나(일본어판) - 칸자키 치카
- 타카하시 츠토무 - 츠즈키 료이치
- 니시다 나오미 - 칸자키 노부코
- 타카하시 카츠야 - 칸자키 토모히사
- 키타무라 유키야 - 친노 카즈마사
- 나나카 데쓰지 - 타다 토모야

## 제작 과정
후지이 미치히토 감독은 처음에 프로듀서의 연출 제안을 두 번 거절했다. 개인적으로 정치에 관심이 없었고, 종이 신문을 읽은 적이 없었기 때문이었다. 그러나 가와무라 미쓰노부 프로듀서는 무엇보다 정치에 관심 없는 젊은 세대가 영화를 만들어야 한다면서 설득하였고, 후지이 감독은 그에 응하여 연출을 맡게 되었다. 감독은 제작진에게 '단순히 사회에서 일어나는 일뿐 아니라 인간에게 초점을 둔 영화를 만들겠다'고 응답하였다.
가와무라 프로듀서는 개인적으로 눈여겨 본 심은경 배우가 진실을 추구하는 캐릭터에 맞는다고 생각해 주인공 요시오카 에리카 역으로 캐스팅하였다. 아사히 신문에서는 처음에 미야자키 아오이와 미츠시마 히카리를 비롯한 대형기획사 소속 여배우들이 반정부 이미지를 우려해 배역을 거절하였고 이에 한국인 심은경이 캐스팅될 수밖에 없었다고 보도하였다. 그러나 가와무라 프로듀서는 인터뷰에서 심은경 배우는 개인적으로 눈여겨 보고 있던 배우였기에 캐스팅한 것이라며 그 내용을 부정하였다. 요시오카 에리카는 일본인과 한국인 혼혈로 미국에서 자란 캐릭터로 설정되었고 심은경은 대사를 일본어와 영어로만 연기하였다.
마츠자카 토리의 캐릭터 스기하라 역은 초기 각본에서 신문기자 요시오카의 캐릭터만으로는 일반 관객이 이입하기 어려울 것이라고 생각하여 만들어졌다. 마츠자카는 처음 각본을 읽고 '이렇게 공격적인 영화를 만드는가'라며 놀랐지만, 출연하는 데 망설임은 없었다고 말했다.

## 개봉
2019년 6월 28일 일본의 전국 143개 상영관에서 개봉하였다. 개봉 3개월 차에 관객 수는 46만 명, 흥행 수입은 5억 7000만 엔이다. 개봉 당시에 지상파 TV의 여러 프로그램에서 영화 소개나 홍보는 물론이고 언급조차 이루어지지 않아 외압 의혹이 있었다.
대한민국에서는 일본 개봉 4달 뒤인 10월 17일에 개봉하였다. 2020년 일본 아카데미상에서 작품상과 심은경의 여우주연상 수상에 따른 반향에 힘입어, 2020년 3월 11일 CGV 일부 극장에서 재개봉하였다.

## 수상 목록
| 연도 | 상                           | 부문           | 수상자                                          | 결과 | 출처          |
| ---- | ---------------------------- | -------------- | ----------------------------------------------- | ---- | ------------- |
| 2019 | 제11회 타마 시네마 포럼      | 특별상         | 후지이 미치히토 감독 외 제작진                  | 수상 | [ 8 ]         |
| 2019 | 제11회 타마 시네마 포럼      | 신인여우상     | 심은경                                          | 수상 | [ 8 ]         |
| 2019 | 제32회 닛칸 스포츠 영화 대상 | 작품상         | 《신문기자》                                    | 수상 | [ 9 ]         |
| 2020 | 제74회 마이니치 영화 콩쿠르  | 일본 영화 대상 | 《신문기자》                                    | 후보 | [ 10 ]        |
| 2020 | 제74회 마이니치 영화 콩쿠르  | 여우주연상     | 심은경                                          | 수상 | [ 10 ]        |
| 2020 | 제43회 일본 아카데미상       | 작품상         | 《신문기자》                                    | 수상 | [ 11 ] [ 12 ] |
| 2020 | 제43회 일본 아카데미상       | 감독상         | 후지이 미치히토                                 | 후보 | [ 11 ] [ 12 ] |
| 2020 | 제43회 일본 아카데미상       | 각본상         | 시모리 로바, 다카이시 아키히코, 후지이 미치히토 | 후보 | [ 11 ] [ 12 ] |
| 2020 | 제43회 일본 아카데미상       | 남우주연상     | 마츠자카 토리                                   | 수상 | [ 11 ] [ 12 ] |
| 2020 | 제43회 일본 아카데미상       | 여우주연상     | 심은경                                          | 수상 | [ 11 ] [ 12 ] |
| 2020 | 제43회 일본 아카데미상       | 편집상         | 후루카와 다쓰마                                 | 후보 | [ 11 ] [ 12 ] |